# Économie maritime

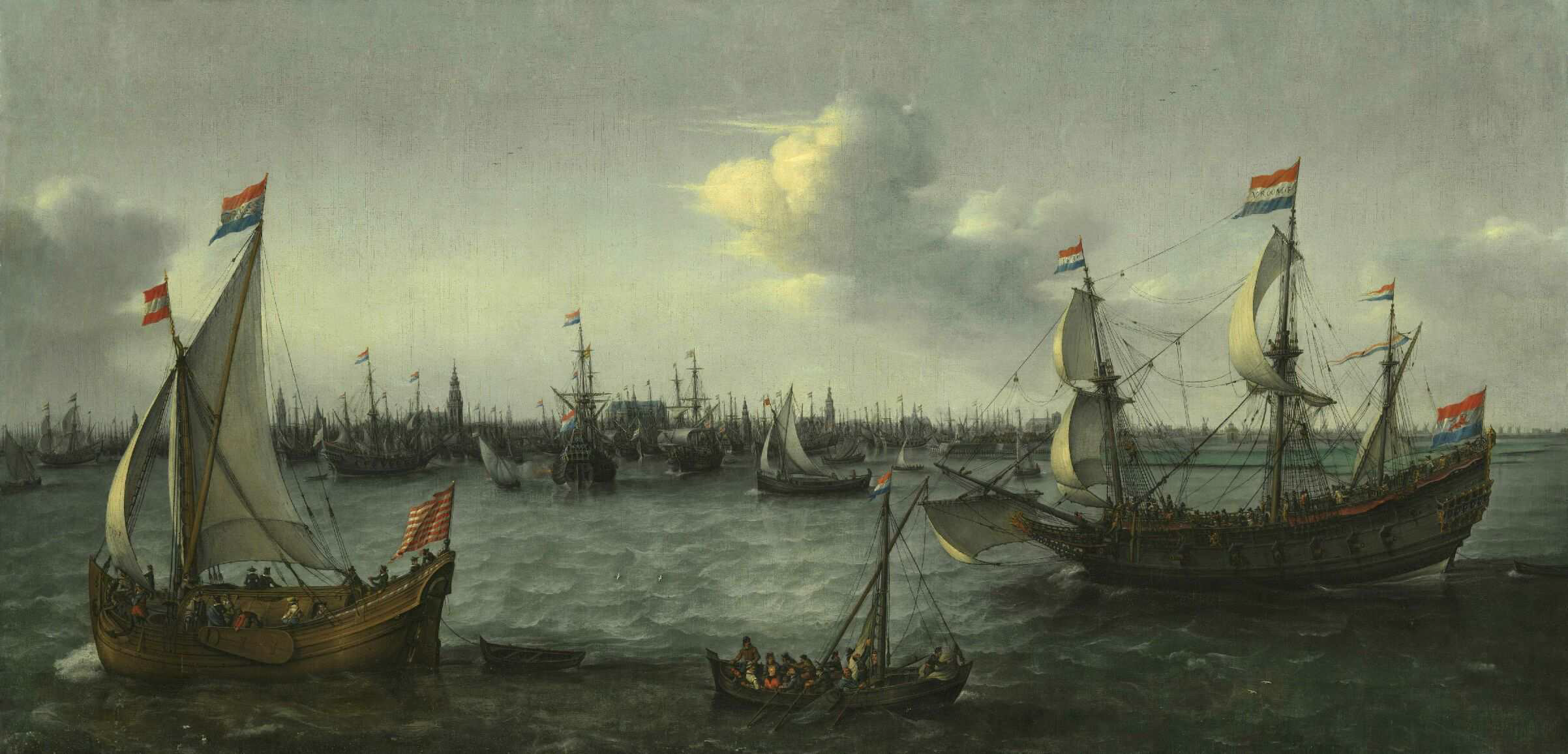
Avec le développement des cités marchandes et du commerce international, l'activité de trafic maritime est devenu l'un des piliers de l'économie maritime (ici : port d'Amsterdam en 1630, peint par Hendrick Cornelisz Vroom).
Le transport maritime assume aujourd'hui environ 80 % du trafic mondial de marchandises

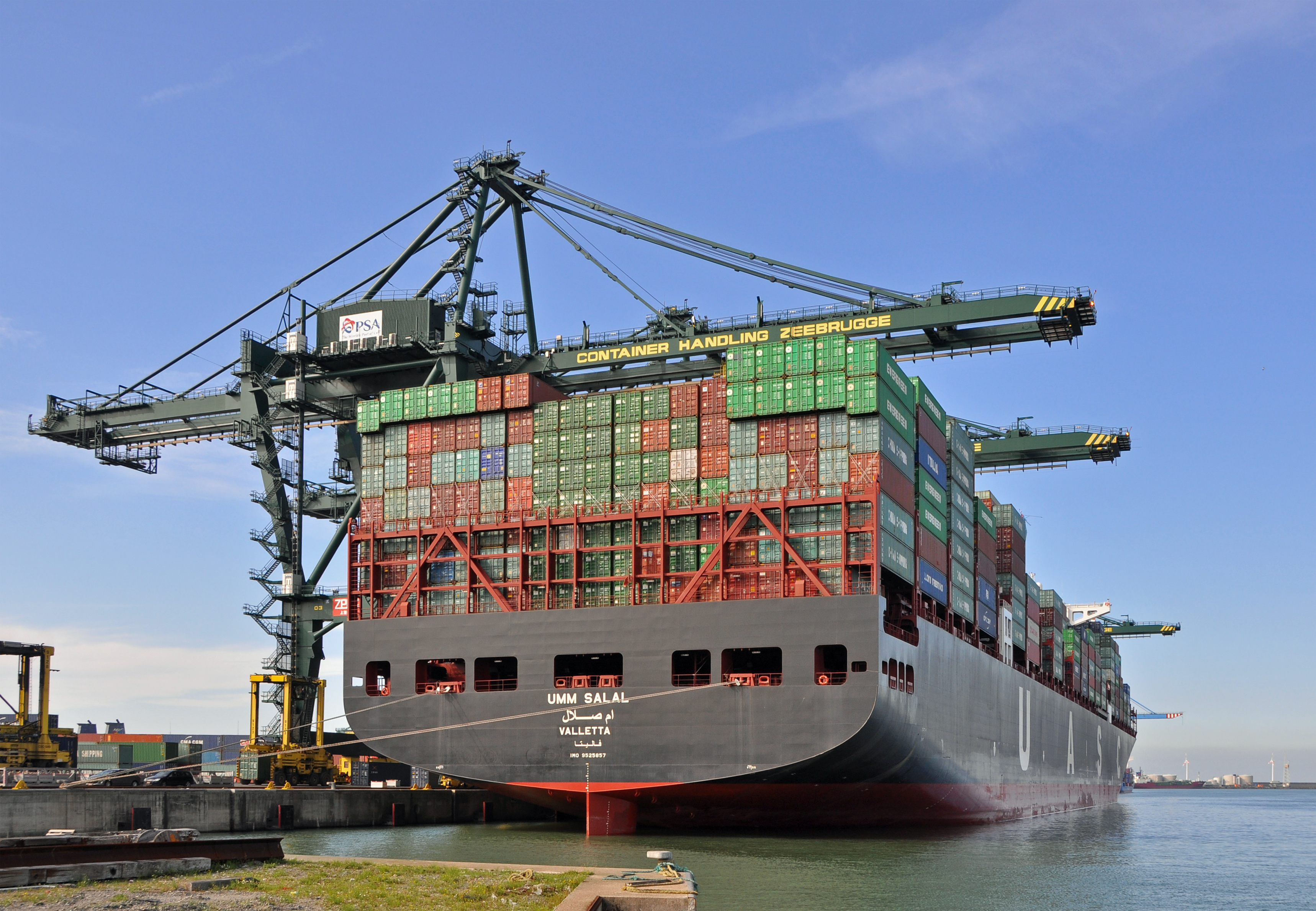
Le porte-conteneurs géant (ici l’Umm Salal de l'United Arab Shipping Company, un porte-conteneurs de 2011, d'une capacité de chargement de 13470 EVP) est devenu l'un des symboles de la nouvelle économie maritime, mondialisée, et de moins en moins créatrice d'emploi portuaire et marin par tonne transportée

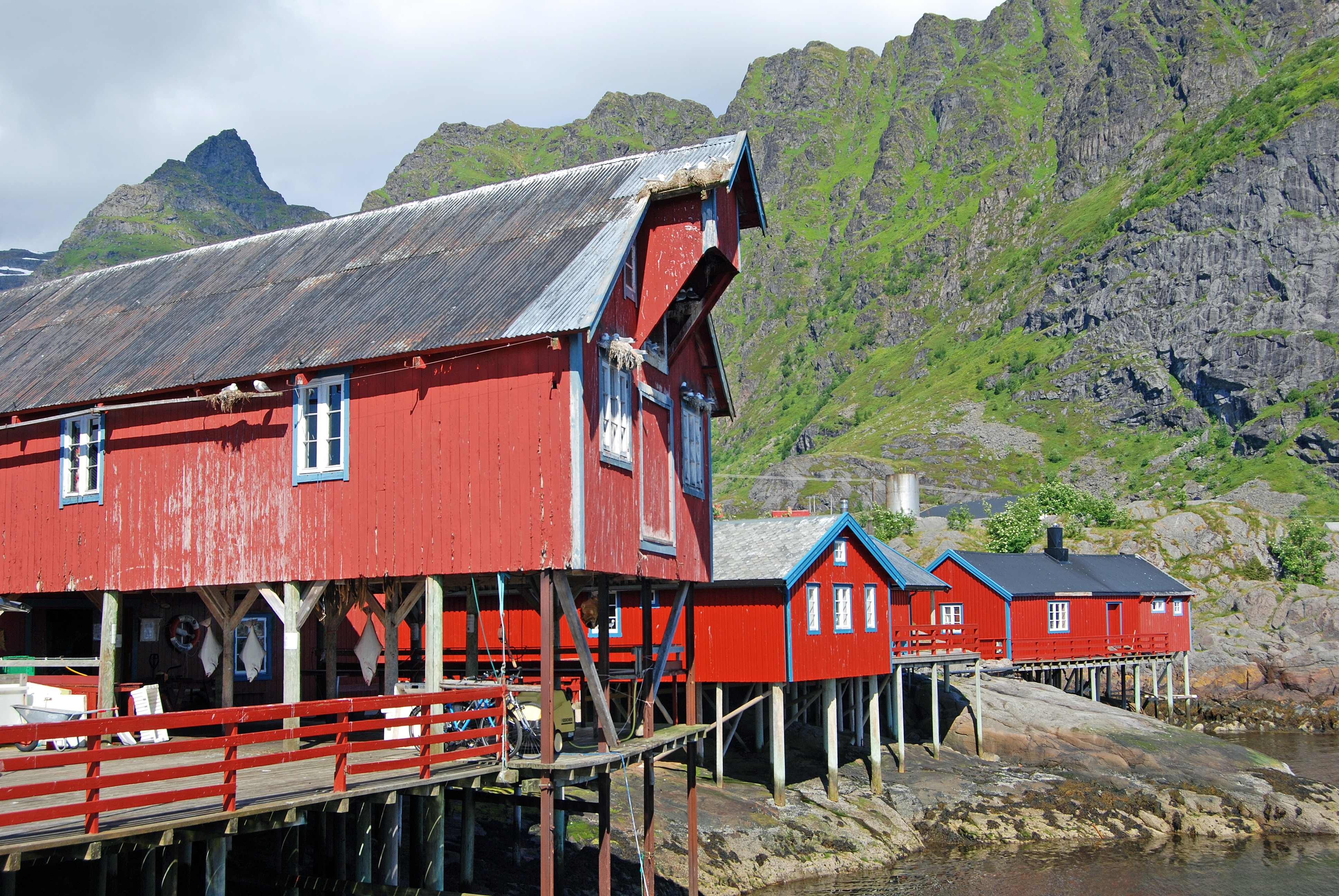
Dans certaines régions du monde, la pêche a joué ou joue encore un rôle central et vital dans l'économie et l'alimentation (ici ; un ancien hameau de pêcheurs dédié à la pêche saisonnière à la morue, dite " Lofotfiske " (pêche saisonnière à la morue), à Nusfjord (Norvège)

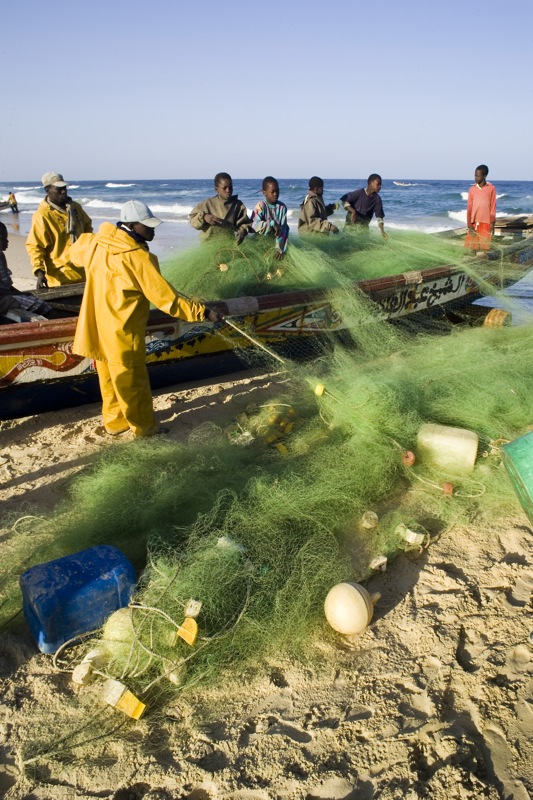
Préparation du filet, au Sénégal autre pays où le poisson est une source importante et traditionnelle de protéines

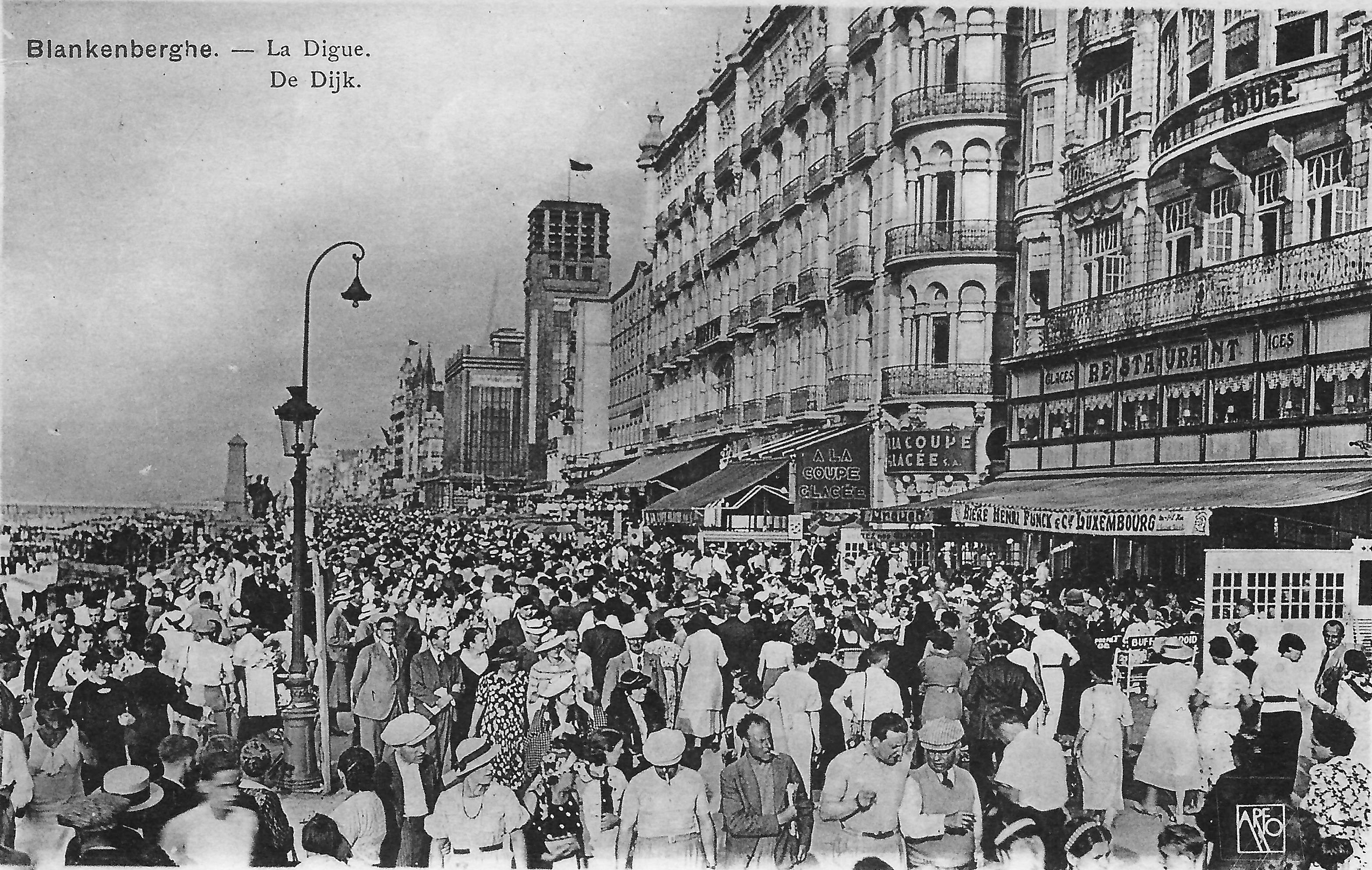
Le tourisme de masse a d'abord été un tourisme littoral (ici sur la digue de Blankenberghe(Flandre belge) en 1920

Dans le domaine de l’économie et des finances, le secteur maritime ou économie maritime est l’ensemble des emplois et activités économiques directement ou indirectement liés à la mer. 
Les activités directement dépendantes de la mer sont surtout la pêche, la Conchyliculture, certaines formes de piscicultures et les activités industrialo-portuaires de négoce et commerce maritime ou liées à la plaisance. Les activités indirectement liées à la mer sont notamment les activités de services car le littoral tend à être de plus en plus densément habité, générant une importante économie « présentielle », avec un secteur tertiaire très dynamiques — par exemple Ifremer estime que le tourisme balnéaire et marin constitue plus de 40 % de la valeur ajoutée du secteur économique maritime. La sécurité maritime est également source d’emplois.
Les emplois directs sont principalement localisés sur les façades maritimes, participant à l’économie des zones littorales et arrière-littorales, mais des emplois distants existent aussi, loin des océans (près de 20 % de l’emploi du secteur maritime en France par exemple).

## Enjeux
L’économie présentielle joue un rôle socioéconomique croissant, mais tout en étant consommatrice d’espaces littoraux et de milieux naturels souvent fragiles, sur des littoraux par ailleurs en partie menacés par la montée des océans et concernés par l’acidification des océans, ainsi que par le risque de surexploitation de ressources naturelles (surpêche notamment).[pas clair]
Les enjeux sont donc à la fois économiques, sociaux et environnementaux, et caractérisés par des interactions complexes avec les activités non-littorales et non-marines. Il existe aussi un enjeu de formation (initiale et continue) pour répondre aux évolutions des « métiers de la mer ».

## Histoire
L’activité maritime est ancienne, probablement développée dans l’antiquité sur des bases datant parfois de la préhistoire, et dopée par l’invention et les perfectionnements du navire,.  Fabriquer des navires et des flottes de navire est devenu de plus en plus couteux, au bénéfice des banquiers, courtiers maritimes et du « crédit maritime » et des assurances spécialisées.
Cette économie a joué un rôle géostratégique, tout au long de l’histoire, pour la Chine, la Grèce antique (en mer Égée, place encore importante au XVIIIe siècle ), la civilisation étrusque et l’empire romain, puis au cours de l’Histoire jusqu’à la révolution industrielle et sa mondialisation, en passant par la période coloniale. 
Ces emplois étaient autrefois principalement liés à la pêche et à la marine (marchande au long cours et de cabotage ou de guerre). Au XXe siècle, les secteurs de l’immobilier, du tourisme et portuaires ont connu un important développement, avec des activités en partie spéculatives et dépendante des ressources naturelles, ce qui lui confère une relative sensibilité à la conjoncture internationale.
L’économie maritime, comme enjeu géopolitique, a aussi été source d’intrigues et de jeux diplomatiques complexes par exemple à Venise aux (XVe et XVIe siècles.
De la fin de la préhistoire à nos jours, et surtout depuis le début de la révolution industrielle, l’économie littorale a été source de modifications majeures pour les communautés humaines littorales, les paysages et la faune marine (ex : poissons, crustacés, mammifères tels que les phoques et baleines, et les écosystèmes littoraux et marins qui ont été ou sont encore intensément exploités ou surexploités.

## En France
Selon l’Observatoire national de la mer et du littoral, l’activité maritime a généré en 2014 environ 101 000 emplois salariés, soit 94 800 équivalent temps-plein (ETP) sur l’ensemble du territoire en 2011. 
Ces emplois ont diminué de 6 % de 2008 à 2011. Le secteur de la construction de bateaux de plaisance, après plusieurs décennies de croissance, est en perte de vitesse « avec 2 700 emplois ETP perdus en moins en 4 ans, soit une chute de 28 % ».
La pêche et l’aquaculture en mer ainsi que le commerce de détail lié à la pêche regroupent un grand nombre de structures (> 6 000 établissements) pour chacun de ces secteurs, mais avec peu d’ETP par structure (artisanat & petits commerces principalement), alors que les activités portuaires et de transport maritime sont concernés par une concentration croissante d’un grand nombre d’emplois en un petit nombre d’établissement (690 établissements la France en 2011).
Peut-être en raison de l’effet « crise de 2008 », « de 2008 à  2011, les effectifs salariés des secteurs étudiés ont diminué de plus de 6 %, soit 6 400 emplois ETP perdus », surtout dans les « activités primaires et leurs filières aval », et plus encore dans la « construction et la réparation navales ( -17,9 %) » .
La crise de 2008 semble n’avoir pas eu d’effets majeurs sur l’emploi dans les activités portuaires et de transport, tous les secteurs de transports maritime et fluvial de fret ou de passagers sont en croissance, tirés par la commerce avec la Chine notamment, alors que les progrès de la robotisation de la gestion des conteneurs s’est traduit par une perte de 11 % des emplois du secteur de 2008 à 2011.
Il existe en France un Crédit maritime, qui est une sorte de pendant du crédit agricole et un Centre européen de formation continue maritime.
En France, chaque année depuis 2005, des « Assises de l’économie de la mer » se tiennent, organisées par le journal Le marin, en partenariat avec le Cluster Maritime Français .

### Géographie de l’économie maritime (en France)
En toute logique elle est principalement située sur les littoraux, avec plus de huit emplois salariés sur dix (84,3 %), dont 3,4 % dans les départements ultramarins. 
Les communes littorales accueillent 57,1 % de ces emplois, soit 54 100 ETP. 
Selon l’observatoire du littoral, en 2011, la façade Nord Atlantique – Manche-Ouest localise 80,9 % de ces emplois (en ETP) pour la métropole. Les secteurs concernés sont principalement la pêche en mer et de plus en plus l’aquaculture en mer. La construction de bateaux de plaisance est également importante pour le département de la Vendée.
De son côté « la façade Manche Est – mer du Nord est caractérisée par de nombreux emplois salariés dans les services auxiliaires des transports par eau et la manutention portuaire (ports du Havre, Rouen, Dunkerque et Calais) »
La façade Sud-Atlantique concentre les activités ostréicoles (Marennes-Oléron et Arcachon) et la construction de bateaux de plaisance (en matière plastique pour la plupart) y est également importante. 
La façade méditerranéenne bénéficie d’emplois dans les salines de Camargue, mais aussi dans le secteur du transport maritime et côtiers (fret + transport de passagers). 
En outre-mer, 3 des 4 départements ultramarins sont des îles où les emplois de manutention portuaire et du secteur du transport ont une grande importance, devant la pêche.

## Éléments de définition
Les définitions de ce secteur sont à adapter aux contextes locaux.

### Définition pour la France
Pour Ifremer France, le secteur de l’économie maritime rassemble « le tourisme, les produits de la mer, la construction navale, le transport maritime et fluvial, l’extraction de matériaux marins, la production d’électricité, les travaux maritimes, les câbles sous-marins, le parapétrolier offshore, la banque, la marine nationale, l’intervention publique et la recherche marine civile »
Les statisticiens peuvent déduire de la nomenclature d'activités française (Naf) des données concernant presque toutes ces activités, sans toutefois (en 2014) pouvoir les activités strictement  maritimes des autres (banque, assurance, câbles, électricité). 
Le secteur du tourisme nécessite aussi des approches statistiques particulières, proposées  par l’Insee pour mieux prendre en compte certains métiers, parfois saisonniers (hôtellerie, camping…) et des emplois générés par la présence et l’activité des touristes (commerce, boulangerie, finance…).

### Classifications
L’observatoire français du littoral distingue (en 2014) :
1. Activités primaires en mer et filières aval : pêche et aquaculture en mer, production de sel, transformation et conservation des produits de la mer, commerce de gros des produits de la mer (mareyage) et commerce de détail ;
2. Construction navale : construction de navires et structures flottantes, construction de bateaux de plaisance, réparation et maintenance navales ;
3. Activités portuaires et de transport : construction d’ouvrages maritimes et fluviaux, transport maritime et côtier de fret ou de passagers, manutention portuaire, services auxiliaires des transports par eau, transports fluviaux de fret et de passagers, location de matériel de transport par eau.

## Prospective

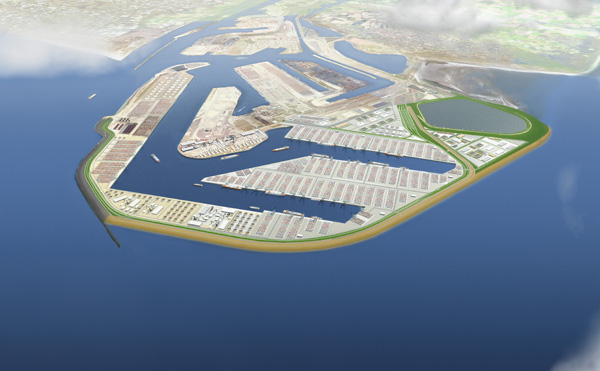
Vue prospective (dessin) de ce que pourrait être la prochaine extension du port de Rotterdam Maasvlakte 2 (au premier plan, l'entrée du port se trouvant à sa gauche).

Les études de prospectives citent souvent plusieurs secteurs qui semblent destinés à se développer :
- les énergies marines
- l’exploitation raisonnée et durable des ressources biologiques marines (pêche, aquaculture, tourisme marin et sous-marin…)
- l’exploitation de ressources biologiques liées à la biodiversité marines, via les biotechnologies et/ou la biomimétique

Alors que les activités classiques auront très probablement à faire face au dérèglement climatique et à deux de ses conséquences qui sont la montée de la mer et l’aggravation locale de l’érosion côtière, aux conséquences de la surpêche. 

### Colloques
- Le Navire et l'économie maritime du XVe au XVIIIe siècle: colloque; Paris, le 17 mai 1956. SEVPEN, 1957.